# Чилоквин (Орегон)
Чилоквин (енгл. Chiloquin) град је у америчкој савезној држави Орегон.

## Демографија
По попису из 2010. године број становника је 734, што је 18 (2,5%) становника више него 2000. године.
| Група             | 2000.       | 2010.       |
| Белци             | 295 (41,2%) | 283 (38,6%) |
| Афроамериканци    | 0 (0,0%)    | 1 (0,1%)    |
| Азијати           | 1 (0,1%)    | 3 (0,4%)    |
| Хиспаноамериканци | 38 (5,3%)   | 48 (6,5%)   |
| Укупно            | 716         | 734         |